# Championnat de Brunei de football 2009-2010
Navigation
Saison précédente Saison suivante
La saison 2009-2010 du Championnat de Brunei de football est la sixième édition du championnat national de première division à Brunei. Les dix meilleurs clubs du pays sont regroupés au sein d'une poule unique où ils s'affrontent à deux reprises. En fin de saison, le dernier du classement est relégué tandis que le 9e doit disputer un barrage de promotion-relégation.
C'est le QAF FC, double tenant du titre, qui remporte à nouveau la compétition, après avoir terminé en tête du classement final, avec deux points d'avance sur MS ABDB. C'est le troisième titre de champion du Brunei de l'histoire du club.

## Les clubs participants
- QAF FC
- NBT Berakas FC
- AH United FC
- Jerudong Football Club
- AM Gunners FC - Promu de D2
- Wijaya United
- Indera Football Club
- MS ABDB
- Majra Football Club
- Brunei Shell FC

## Compétition

### Classement
Le classement est établi sur le barème de points classique (victoire à 3 points, match nul à 1, défaite à 0).
| Rang | Équipe              | Pts | J  | G  | N | P  | Bp | Bc | Diff |
| ---- | ------------------- | --- | -- | -- | - | -- | -- | -- | ---- |
| 1    | QAF FCT             | 47  | 18 | 15 | 2 | 1  | 60 | 16 | +44  |
| 2    | MS ABDBC            | 45  | 18 | 14 | 3 | 1  | 57 | 13 | +44  |
| 3    | AM Gunners FCP      | 42  | 18 | 13 | 3 | 2  | 52 | 22 | +30  |
| 4    | Jerudong FC         | 29  | 18 | 8  | 5 | 5  | 36 | 28 | +8   |
| 5    | Majra Football Club | 27  | 18 | 9  | 0 | 9  | 43 | 39 | +4   |
| 6    | Indera FC           | 22  | 18 | 7  | 1 | 10 | 24 | 31 | -7   |
| 7    | AH United           | 16  | 18 | 5  | 1 | 12 | 29 | 58 | -29  |
| 8    | Wijaya United       | 14  | 18 | 4  | 2 | 12 | 24 | 49 | -25  |
| 9    | NBT Berakas FC      | 9   | 18 | 2  | 3 | 13 | 19 | 54 | -35  |
| 10   | Brunei Shell FC     | 8   | 18 | 2  | 2 | 14 | 20 | 54 | -34  |

|  | Champion de Brunei 2009-2010                                                 |
|  | Participation au barrage de promotion-relégation                             |
|  | Relégation directe en deuxième division                                      |
|  | T : Tenant du titre C : Vainqueur de la Coupe de Brunei P : Club promu de D2 |

### Matchs

#### Barrage de promotion-relégation
Le 9e de B-League, NBT Berakas FC, affronte le vice-champion de D2, KKSJ Penjara, sur un match unique.
| Équipe 1       | Résultat | Équipe 2          |
| -------------- | -------- | ----------------- |
| NBT Bekaras FC | 1 - 5    | (D2) KKSJ Penjara |

- KKSJ Penjara prend la place du NBT Bekaras FC en première division.

## Bilan de la saison
| Championnat de Brunei de football 2009-2010 |                   |
| Champion                                    | QAF FC (3e titre) |
| Coupes et trophées                          |                   |
| Vainqueur de la Coupe de Brunei 2009-2010   | MS ABDB           |
| Qualifications continentales                |                   |
| Coupe du président de l'AFC 2009            | Aucun             |
| Promotions et relégations                   |                   |
| Promus en B-League                          | LLRC FT           |
| Promus en B-League                          | KKSJ Penjara      |
| Relégués en Premier-II                      | NBT Bekaras FC    |
| Relégués en Premier-II                      | Brunei Shell FC   |